# Strelska videoigra
Strelska igra je videoigra, katere glavni element igranja predstavlja rokovanje s strelnim orožjem. Delijo se na prvoosebne, ki so bolj pogoste, in tretjeosebne. Pogosto je pomemben del strelskih iger večigralstvo.

## Razvoj
Strelske igre so se razvile iz pustolovščin v zgodnjih devetdesetih letih. Žanr so definirale predvsem igre Wolfenstein 3D, Quake in Doom, ki so prve nudile preprosto ackijsko igralnost s poudarkom na streljanju sovražnikov.
Deus Ex in System Shock 2 sta v strelske igre vpeljala elemente igranja vlog in vodila do serij, kot je BioShock.
Half-Life je ena najvplivnejših strelskih iger. V žanr je vpeljala večjo globino in napredno umetno inteligenco.
Call of Duty je ena najbolj priljubljenih sodobnih serij strelskih iger in izdaja nadaljevanja že desetletje.
Far Cry in njegov duhovni naslednik Crysis sta s svojim značilnim vzdušjem in naprednim bojevanjem eni pomembnejših sodobnih serij.
GoldenEye 007 velja za začetnika strelskih iger na konzolah. Najbolj priljubljena serija strelskih iger na konzolah je danes Halo.

## Kontroverznost
Strelske igre so zelo kontroverzne zaradi prikazovanja nasilja, ki naj bi vplivalo na obnašanje igralcev v resničnem življenju, čeprav zansesljivih dokazov o tem ni.